# Шіад
Шіад (рум. Șiad) — село у повіті Арад в Румунії. Входить до складу комуни Крайва.
Село розташоване на відстані 400 км на північний захід від Бухареста, 70 км на північний схід від Арада, 124 км на захід від Клуж-Напоки, 110 км на північний схід від Тімішоари.

## Населення
За даними перепису населення 2002 року у селі проживали 292 особи, з них 291 особа (99,7%) румунів. Усі жителі села рідною мовою назвали румунську.